# Parque nacional Mole Creek Karst
El Parque Nacional Mole Creek Karst es un parque nacional situado en el norte de Tasmania, Australia, 168 km al noroeste de Hobart. Se encuentra en las laderas de los Great Western Tiers, al este de la ciudad de Mole Creek. Es el único parque nacional en Tasmania creado específicamente para proteger las formas del terreno kárstico. Es parte de la Reserva natural de Tasmania sitio del patrimonio mundial.
El parque nacional comprende doce zonas de terrenos separados, algunas de las cuales están completamente rodeadas por terrenos despejados y privados, y muchas de los cuales tienen características cársticas y entradas a las cuevas que se encuentran fuera de los límites del parque.
El Parque Nacional Mole Creek Karst se caracteriza por sus numerosas y espectaculares redes de cuevas, que atraen a muchos turistas cada año. Dos de estas cuevas particulares; La cueva del Rey Salomón, que presenta una extensa red de depósitos de sedimentos y huesos, además de estalactitas y estalagmitas; así como la cueva de Marakoopa que es popular por su fantástica muestra de gusanos luminosos, y que tiene dos torrentes subterráneos y grandes cavernas. Estas cuenvas son la principal atracción de los recorridos guiados. Muchas de las cuevas situadas en el parque nacional permanecen sin alterar, aunque son visitadas por ocasionales aficionados a la  espeleología. Muchas otras cuevas están ubicadas en terrenos privados y, por lo tanto, plantean problemas con respecto a la gestión y la conservación.
El parque nacional fue declarado en 1996 para proporcionar protección al extenso sistema de más de 300 cuevas y sumideros conocidos, que incluyen Marakoopa y la cueva del Rey Salomón.
La Unión Internacional para la Conservación de la Naturaleza (IUCN) clasifica el Parque Nacional Mole Creek Karst como un área protegida de Categoría II, con el propósito de recreo y protección del ecosistema.

## Ecología
El Parque Nacional Mole Creek Karst presenta una gran variedad de flora y fauna, en estado de conservación variable. Estas especies viven tanto en las cuevas como en los bosques circundantes dentro del parque nacional. Muchas de las especies presentes, especialmente en las cuevas, son endémicas de la zona y, por lo tanto, son muy importantes en lo que respecta a la conservación y protección.

### Fauna
Hay muchas especies de animales presentes en el Parque Nacional Mole Creek Karst, que son únicas del sistema Karst y están catalogadas como especies de cuevas protegidas. Las luciérnagas Arachnocampus tasmaniensis habitan muchas de las cuevas presentes en el Parque Nacional Mole Creek Karst, y también proporcionan una de las principales atracciones turísticas de la zona. La cueva de Marakoopa alberga una de las más espectaculares muestras de gusanos de luz en todo el sistema, y es una gran atracción turística en las visitas guiadas a las cuevas.
El sistema kárstico también alberga muchas otras especies de cuevas protegidas, como los grillos Micropathus cavernicola y Parvotettix geode; escarabajos, Tasmanotrechus cockerilli; y el pseudoescorpión Pseudotyrannochthonius typhlus. Tres especies presentes en el sistema, enumeradas en la Ley de Protección de Especies Amenazadas de Tasmania de 1995, son endémicas del área y solo se reproducen en los sistemas de cuevas. Tasmanotrechus cockerilli, un escarabajo presente en los sistemas de cavernas es un escarabajo raro y altamente modificado por su vida en las cavernas, habiendo evolucionado para vivir en un ambiente de cueva oscura, sus ojos se han vuelto vestigiales. T. cockerilli pertenece a la Tribu Trechinae (Familia Carabidae) y figura como vulnerable en la Ley de Protección de Especies Amenazadas de Tasmania de 1995.
Pseudotyrannochthonius typhlus, es conocido como pseudoescorpión de Mole Creek Cave, y es un animal increíblemente raro que vive  en cuevas dentro del sistema karst de Mole Creek. Se conocen solo una docena de especímenes, y rara vez se ve. Está catalogado como raro en la Ley de protección de las especies amenazadas de Tasmania de 1995.
Finalmente, Hickmanoxyomma gibbergunyar también conocido como Mole Creek Cave Harvestman es una especie de troglobita, presente en muchos de los sistemas de cuevas en Mole Creek, y es endémica de Mole Creek Karst. Esta especie también figura como rara por la Ley de Protección de Especies Amenazadas de Tasmania de 1995.
Existe una variedad de bacterias, algas y hongos asociados con las cuevas que se cree que están involucradas en la formación y crecimiento de los espeleotemas amorfos cristalinos.
La siguiente es una lista de algunas de las especies que existen en el Parque Nacional Mole Creek Karst; tanto dentro de las cuevas, como en los bosques circundantes. Las siguientes especies se consideran en peligro de extinción, vulnerables y raras por la Ley de Protección de Especies Amenazadas de 1995 (Tas)
- Accipiter novaehollandiae (Azor variable) En peligro
- Parameles gunnii gunnii(Bandicut oriental rayado)  Vulnerable
- Aquila audax fleayi (Águila cola de cuña de Tasmania ) En peligro
- Pseudotyrannochthonius typhlus (Pseudoscorpión de cueva (Mole Creek)) Raro
- Astacopsis gouldi (Cangrejo gigante de agua dulce) Vulnerable
- Tasmanotrechus cockerilli (Escarabajo de cueva (Mole Creek)) Raro
- Hickmanoxyomma gibbergunyar (segador de cueva ) Raro

La especie de cangrejo de agua dulce gigante Astacopsis gouldi también se considera vulnerable según la Ley de Protección del Medio Ambiente y Conservación de la Biodiversidad de 1999 (Commonwealth).

### Flora
Hay una gran variedad de flora en el parque, adecuada para muchos hábitats diferentes debido a la gran variedad de hábitats y condiciones presentes en el parque.
Las áreas boscosas del parque están dominadas por "eucaliptos de corteza fibrosa (Eucalyptus obliqua),  (E. delegatensis),  (E. regnans),  (E. viminalis ),  (E. amygdalina) y zarza plateada (Acacia dealbata) ", mientras que la maleza de los bosques es principalmente arbustiva.
Parte del parque se ha visto afectado por el entorno rural circundante, ya que la flora de los bloques han sido modificada por los regímenes de incendios y el pastoreo en tierras privadas. Debido a esto, algunas de las áreas más quemadas están y dominadas por juncias y helechos.
Hay muchos sumideros en el parque, y muchos de estos están asociados con las turberas de Sphagnum que se encuentran dispersas entre los bosques de eucaliptos.
La siguiente lista de especies de flora, ubicadas en el Parque Nacional Mole Creek Karst, está considerada por la Ley de Protección de Especies Amenazadas de 1995 (Tas) como vulnerable y rara, respectivamente.
- Acacia mucronata var. dependens. Raro
- Glicina microphylla. Vulnerable
- Desmodium gunni.Vulnerable
- Pimelea pauciflora. Raro
- Epacris exserta. Vulnerable
- Pomaderris phylicifolia subsp. Phylicifolia Raro

Epacris exserta también está determinado por la Ley de Protección del Medio Ambiente y Conservación de la Biodiversidad de 1999 (Commonwealth) como en peligro.

## Amenazas

### Turismo
El turismo es algo así como un arma de doble filo en este parque nacional. Si bien el turismo es una forma importante de ingresos para garantizar el cuidado y mantenimiento continuo del parque, así como un aspecto importante de la educación sobre el mundo natural y la conservación de la flora y la fauna dentro del Parque Nacional Mole Creek Karst, también es la mayor amenaza. Gran parte del valor turístico del Parque Nacional Mole Creek Karst proviene de los sistemas de cuevas. El ambiente dentro de estos sistemas de cuevas es muy estable y cerrado, y el impacto que la actividad humana ha tenido, y continuará teniendo, podría ser devastador para la supervivencia y el éxito a largo plazo de muchas especies de flora y fauna, y las fantásticas maravillas naturales presentes dentro de estas cuevas.
Las especies que habitan en cuevas presentes en los sistemas de cuevas pueden ser dañadas o resultarvmuertas fácilmente por los visitantes de la cueva. Las personas que visitan las cuevas pueden aplastar, dañar y destruir las fuentes de alimentos y hábitats importantes de estas especies  y también pueden matar especies raras y en peligro de extinción que habitan en las cuevas. El pisoteo del piso por gran cantidad de visitantes también hace que la tierra no sea apta para el hábitat de las especies.
Un aspecto que turistas de sorteos cada año son la formación fantástica de speleothems presente en la cueva, otherwise sabido como estalagmitas y estalactitas, bien como el sparkling calcita que adorna muchos de las paredes de cueva. Aun así, estas formaciones naturales bonitas son delicadas y fácilmente averiados y destruyó. Visitantes en Georgies Sala, Panal 1 cueva y Tailender la cueva ya ha causado seria, y en algunos casos, irreparable daño a speleothems y formaciones de calcita en las cuevas, por seguir barro y suciedad a través de las superficies delicadas por no aferrándose a caminos marcados, o debido a la cueva irresponsable que explora.
El barro y la suciedad, depósitos de pelo, pelusa de la ropa y folículos de la piel, y el exceso de nutrientes ingresados desde el mundo exterior se acumulan en las cuevas debido a que están desconectadas del mundo exterior. Estos objetos extraños también pueden destruir el frágil microclima dentro de las cuevas, así como dañar las formaciones de cuevas, la flora y el hábitat único de la fauna.
Un aspecto importante del turismo que afecta los entornos de las cuevas es la necesidad de construir estructuras y proporcionar iluminación para acomodar a los turistas y visitantes. La construcción de infraestructura y la instalación de luces y ventilación necesarias para alojar a los turistas se ha relacionado con cambios severos en los delicados microclimas dentro de las cuevas. Estos cambios en el microclima pueden ser devastadores y, de hecho, se ha demostrado que afectan negativamente a los organismos que allí viven. La cueva Glow Worm en Nueva Zelanda estuvo cerrada durante 4 meses, después de que aproximadamente solo el cuatro por ciento de la población de lombrices incandescentes de la cueva permaneciera con su cuerpo iluminado. Se descubrió que esto era causado por un mayor flujo de aire que lo causaba una reducción de la humedad y una mayor evaporación. Este es un ejemplo de la naturaleza variable del microclima de las cuevas, y lo importante que es para las especies que dependen de él.
También se ha descubierto que los niveles de luz fluctuantes debido a la inclusión de sistemas de iluminación en las cuevas para ayudar a la visibilidad del acceso humano pueden tener efectos perjudiciales en los organismos dentro de una cueva. Se ha descubierto que la exposición a la luz puede provocar que los gusanos luminosos atenúen su fosforescencia, lo que tiene posibles efectos perjudiciales para el turismo que se basa en la visita a las cuevas de los gusanos luminosos. Otro efecto perjudicial de las luces artificiales es que causan que las algas y las cianobacterias crezcan en lugares en los que normalmente no crecen, y el ácido orgánico producido cuando crecen puede dañar los espeleotemas y las pinturas rupestres.
La presencia de humanos por sí sola es suficiente para influir en el microclima de una cueva. El dióxido de carbono y el agua son expulsados por grupos de visitantes de cuevas, y como las cuevas son sistemas cerrados, estos gases se acumulan. Banbury y de Freitas descubrieron que el dióxido de carbono se acumula en las cuevas con el tiempo y puede alcanzar niveles que son peligrosos para los humanos. Sarbu y Lascu también descubrieron que el aumento de la condensación debido al aumento del vapor de agua ha demostrado que degrada los espeleotemas. La temperatura de una cueva también puede verse enormemente alterada por la energía emitida como calor corporal y por las luces presentes en el sistema de cuevas.

### Éxito futuro de conservación
El éxito futuro del Parque Nacional Mole Creek Karst como atracción turística y como refugio de conservación depende de una combinación de prácticas de gestión y protección.

#### Educación
La vía más exitosa para la continua protección y conservación del parque y los sistemas de cuevas, es la educación del público que los utiliza. Gran parte de la degradación física y el daño a los sistemas de cavernas se debe a la falta de conocimiento de la exploración de espeleología con la conservación adecuada por parte de las personas que visitan las cuevas. Proporcionar educación en forma de visitas guiadas; que ya existe para algunas de las cuevas, con guías turísticos o que sean conocedores y apasionados de la conservación de la flora y fauna de cuevas únicas, será un aspecto valioso en la mejora de la educación sobre la delicadeza de los ecosistemas de las cuevas.
Proporcionar señalización que contenga información de las especies presentes en las cuevas, su importancia para el ecosistema y su naturaleza delicada ayudaría a mantener al público atento a la hora de explorar las cuevas.

#### Restauración y Administración
La restauración adecuada y la construcción de barreras y senderos marcados dentro de las cuevas es un aspecto importante de la protección y conservación de estas. Al marcar los senderos claramente dentro de las cuevas y reservando las áreas de fragilidad conocida, se puede asegurar que los visitantes no dañen ni degraden el hábitat de los organismos que habitan en cuevas, o las fantásticas estructuras naturales de espeleotemas de arena y calcita presentes en las cuevas.

#### Observación
Los sistemas de monitoreo para evaluar los cambios en los aspectos del microclima de referencia también serían una inversión que vale la pena en la protección continuada de los ecosistemas de cuevas frágiles. El conocimiento oportuno de los cambios en la presión o la intensidad del aire, los niveles de condensación y humedad, y la temperatura de las cuevas podrían ayudar a evitar los efectos potencialmente catastróficos para los organismos que viven en cuevas causados por cambios en su microclima.

#### Por qué es importante la preservación
Las cuevas presentes en el Parque Nacional Mole Creek Karst son significativamente importantes en aspectos científicos, de conservación y recreativos. Las cuevas del parque contienen fauna rara, que existe solo en estas cuevas, así como un ecosistema completo de organismos únicos que viven en cuevas completamente dependientes y restringidos a estos sistemas de cuevas. Estos organismos solo pueden vivir en las cuevas y, como tales, las cuevas deben conservarse para garantizar la preservación continua de los organismos que contienen. El parque atrae a visitantes de todo el mundo, y los ingresos obtenidos de su estadía ayudan a financiar la conservación y protección continuas del Parque Nacional Mole Creek Karst.
El parque nacional contiene una amplia y diversa gama de flora, fauna y accidentes geográficos, muchos de los cuales son raros, están amenazados o en peligro de extinción. También posee muchas maravillas naturales únicas, como el paisaje kárstico y su extensa red de cuevas. La protección del parque asegura la preservación de estas especies y accidentes geográficos únicos, para ser estudiados y disfrutados por las generaciones futuras. Estos aspectos del parque son importantes sin más motivo que su propio valor intrínseco, y la singularidad y belleza inherentes, y la preservación continua del parque asegurará que pueda disfrutarse por las generaciones venideras.